# كوس (مدينة)
قُوص (باليونانية: Κως) مدينة يونانية ومركز لبلدية تقع في جنوب شرق البلاد ضمن مقاطعة ذوذيكانيسيا التي تتبع إداريا لإقليم جنوب إيجة الإداري.

## الموقع والسكان
تقع المدينة على الساحل الشمالي الشرقي لجزيرة قوص الواقعة ضمن بحر إيجة، مقابل السواحل الـتركية إذ تبعد تقريباً مساقة 8 كيلومتر عن ساحل شبه جزيرة هاليكارناسوس، الذي يقع حالياً في تركيا.
يبلغ عدد سكان المدينة والبلدية حوالي (17) ألف نسمة وبالتالي تكون ثاني أكبر مدينة في إقليم جنوب إيجة، بعد رودس.

## الميثولوجيا والتسمية
يرتيط اسم قوص بالميثولوجيا الإغريقية القديمة، هذا الاسم الذي هو اسم الجزيرة ككل واسم أكبر مدينة فيها في نفس الوقت.
فبحسب الميثولوجيا الـإغريقية القديمة فإنه بعد المعركة الفاصلة بين الـآلهة الأولمبية التي قادها زيوس التيتان التي قادها كرونوس، وانتصار الآلهة بهذا الصراع، قام بوليفيتوس (أحد التيتان) بالهروب إلى جزيرة قوص والاحتماء بها، فتبعه إليها بوسايدون إله البحر وقام باقتطاع جزء من هذه الجزيرة ورماه على بوليفيتوس الأمر الذي أدى لمصرع هذا التيتان. هذه القطعة التي رماها بوسايدون هي الآن جزيرة نيسيروس القريبة.
أما اسم الجزيرة فيعود إلى قيوس (Kios) أحد التيتان الذين احتموا في هذه الجزيرة من الـآلهة.

## التاريخ

### العصور القديمة والفترة الكلاسيكية
على الرغم من غموض تاريخ المدينة القديم إلا أنه يعتقد أنها كانت مستوطنة دورية، منذ أن غزا الدوريون جزيرة قوص في القرن الحادي عشر قبل الميلاد.
جلب الدوريون معهم من إبيداوروس طقوس عبادة الأسكيلبيوس (Ascelpius) (وهو إله الطب في الميثولوجيا الإغريقية القديمة)، وكانت منازلهم الكبيرة تحتوي على الـساناتوريا (Sanatoria). كان دخل المدينة وقتها يعتمد على الحرير النبيذ الفاخر الذي أنتجته الجزيرة.
حكمت خلال فترة الحروب الفارسية الإغريقية من قبل طغاة وأحياناً من قبل حكومات أوليغارشية، ثم أصبحت جزءاً من الرابطة الديلية (التحالف الديلي)، والذي حارب الفرس وطردهم مرتين من شرق إيجة.، أصبحت في أواخر القرن الخامس قبل الميلاد أهم قاعدة أثينية في منطقة جنوب شرق إيجة، وأسست فيها الديمقراطية عام 366 ق.م. 

### الفترة الهلنستية

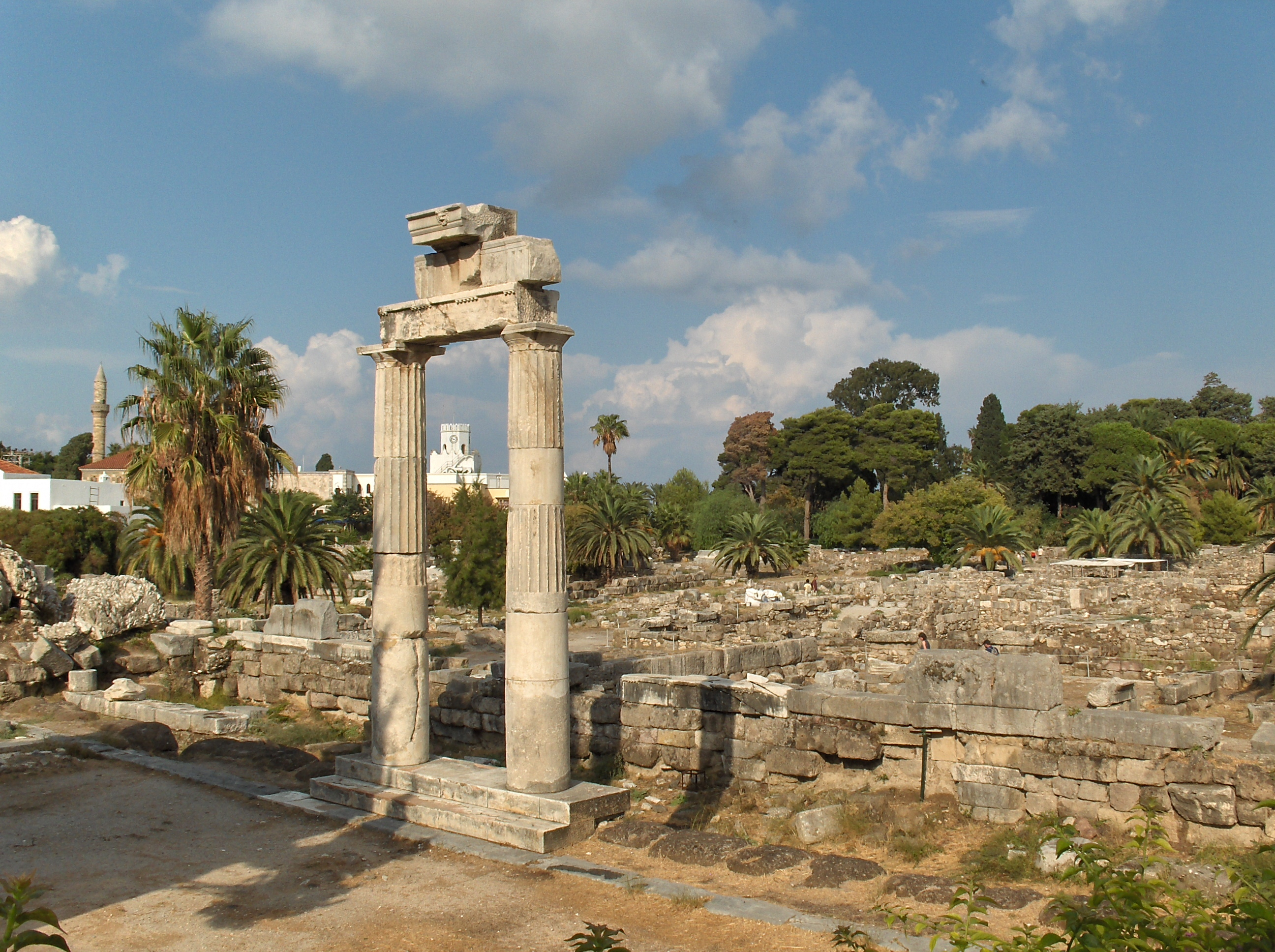
جزء من أغورا قوص

وصلت المدينة إلى أكثر أوقاتها ازدهاراً أثناء الفترة الهلنستية، عندما كانت متحالفة مع البطالمة ملوك مصر، فأصبحت مركزاً تعليمياً وترفيهياً، وأنشئ فيها فرعاً لمتحف الإسكندرية، من أهم أبناءها في تلك الفترة أبقراط، فيليتاس، وَثيوقريطس. وقد وصفت في تلك الفترة بأنها أهم مدينة في بحر إيجة.

### الفترة الرومانية
عرفت في تلك الفترة باسم ميروبيس (Meropis)، ونيمفيا (Nemphaea) وقد وصفها سترابو بأنها ميناء جيد التحصين، ذو موقع مهم على طرق التجارة البحرية الإيجية، جعلت عام 53 م. مدينة حرة، ثم أصبحت تابعة تدريجياً لجارتها الأكبر رودس، ولم تعاني في تلك الفترة إلا من بعض الزلازل.

### الفترة البيزنطية والقرون الوسطى

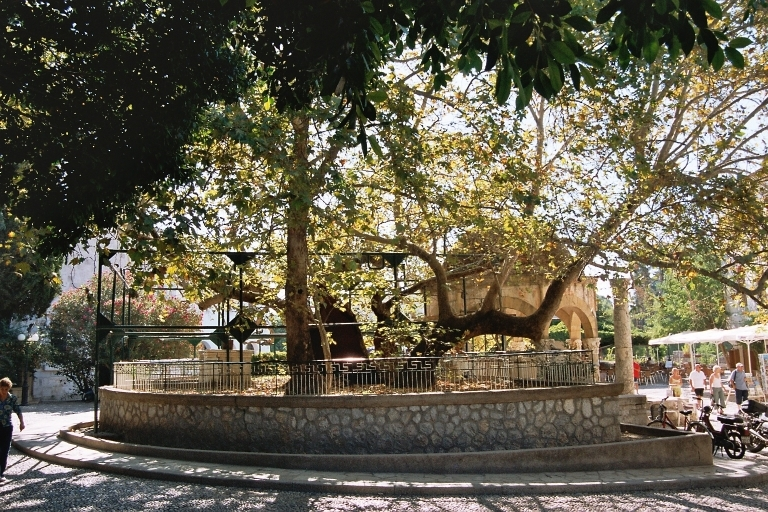
شجرة دلب أبقراط

استمرت المدينة على ازدهارها في الفترة الـبيزنطية، ولكنها كانت تتعرض لغزوات العرب من فترة لأخرى، وخاصة خلال القرن الحادي عشر للميلاد عندما استولوا عليها لفترة قصيرة، مما أدى إلى تدمير الميناء.
استولى عليها البنادقة (الفينيسيون) عام 1315 م. والذين قاموا حالاً ببيعها إلى تنظيم فرسان القديس يوحنا، الذين حكموها لمدة مئتي عام، وبنوا فيها قلعة حصينة.
حاول العثمانيون غزوها عام 1464 ولكنهم لم يفلحوا بذلك على الرغم من ضربهم حصارا خانقا على المدينة، ولكنهم نجحوا في احتلالها في محاولتهم الثانية عام 1523 م.

### القرون الأخيرة
استمرت فترة السيطرة العثمانية على الجزيرة لمدة 400 سنة، إلى العام 1912 عندما احتلت إيطاليا الجزيرة بالكامل مع عدد من جزر الذوذيكانيسيا الأخرى.
خلال الحرب العالمية الثانية أصبحت تابعة لألمانيا النازية، ولم تصبح جزءاً من اليونان إلا عام 1947 م.

## المعالم الأساسية

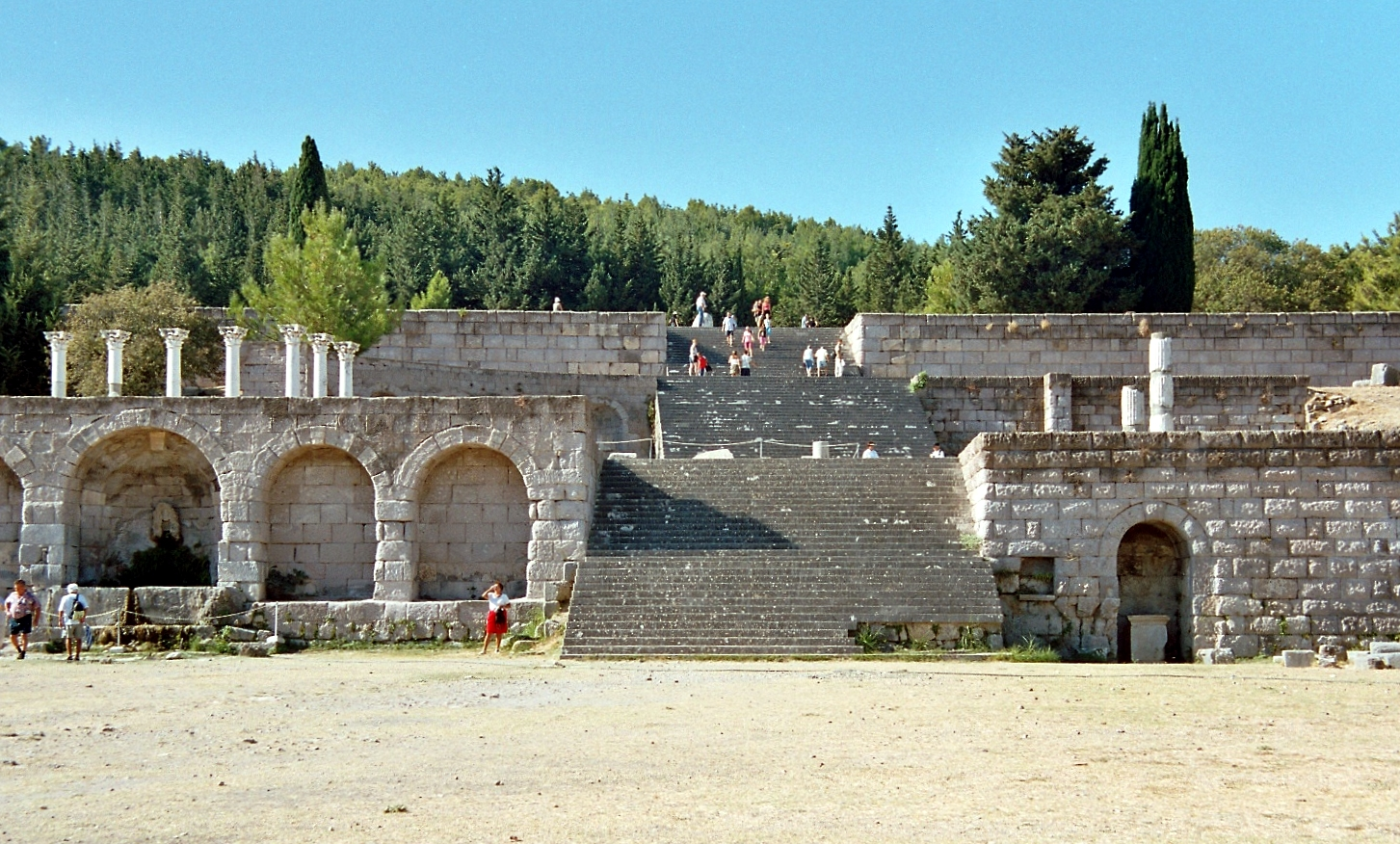
الأسكليبيون

توجد في المدينة العديد من المعالم الأثرية التي تعكس تاريخها الطويل وأهمها:
- آثار قوص الهلنستية والرومانية: تقسم مدينة قوص القديمة إلى ثلاثة مناطق هي

-المنطقة الشرقية وتضم: وهي بجانب الميناء القديم، وأهم آثارها الأغورا القديمة تعود للقرنين الخامس والرابع قبل الميلاد. الرواق المقنطر والذي يعود للفترة الرومانية. معابد مكرسة لديونيسوس، فينوس وَهرقل.
-المنطقة الغربية وتضم:الـأوديون (Odeion) والذي توجد بالقرب منها فيلات رومانية تحتوي على فسيفساءات جميلة. الحمامات الرومانية (الـثيرمه) (Thermae). الجمنازيوم والستاديوم الهلنستي.
-المنطقة الوسطى وتضم: الفيلا الرمانية المسماة كاسا رومانا (Casa Romana)، وتضم 36 غرفة وثلاث قاعات وتعود للـقرن الثالث للميلاد.
هذا بالإضافة إلى الشارعين الرئيسيين المتعامدين الكاردو الدوكيمانوس الذين يميزان التخطيط العمراني الـروماني.
- حرم ومعبد الـأسكليبيون (Asceleipion): وهو معبد وملتجأ مكرس للاستشفاء وعبادة إله الطب الإغريقي أسكليبيوس (Ascelpius)، تعلم فيه أبقراط الطب على يد هيروديكوس. وهو أهم معلم أثري في قوص، ويبعد مسافة 4 كيلومتر عن الميناء، لم يتبق ضمنه الكثير من الآثار، وأهمها أساسات معبد أسكليبيوس الكبير والصغير، أعمدة مدرسة أبقراط للطب، والتي وجد فيها صندوق يحتوي على 24 أداة جراحية إغريقية.

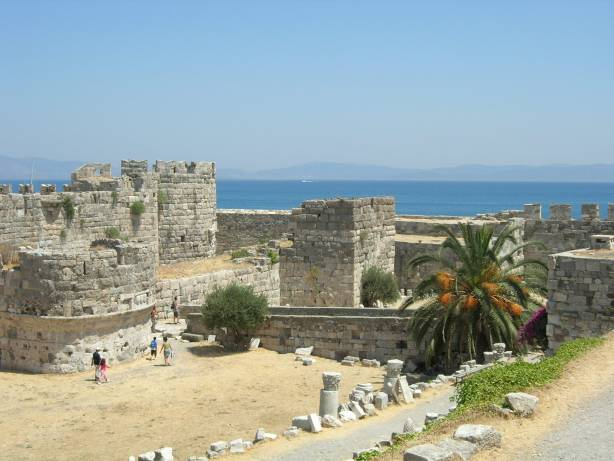
قلعة نيراتزيا

- شجرة أبقراط: وهي شجرة دلب كبيرة معمرة، يعتقد علماء التاريخ أنها نفس الشجرة التي كان يجتمع تحتها أبقراط مع طلابه من أجل النقاش، يبلغ محيط جذعها 12 متر وما زالت قائمة إلى الآن.
- قلعة نيراتزيا (Neratzia): وهي قلعة ضخمة بناها فرسان القديس يوحنا إلى الجنوب من ميناء قوص القديم، وذلك بعد طردهم من القدس على أيدي الـأيوبيين في القرن الثالث عشر للميلاد. تتألف القلعة من جزء داخلي قديم وخارجي أحدث (الـقرن الخامس عشر)، وهي ترتبط بالمدينة عبر جسر خشبي متحرك، توجد في القلعة بعض الحجارة المنقوشة المأخوذة أصلاً من الأسكليبيون.
- متحف قوص الأركيولوجي: يقع في مركز المدينة ويحتوي على مجموعة أثرية قيمة جمعت من كل أنحاء جزيرة قوص.

## متفرقات

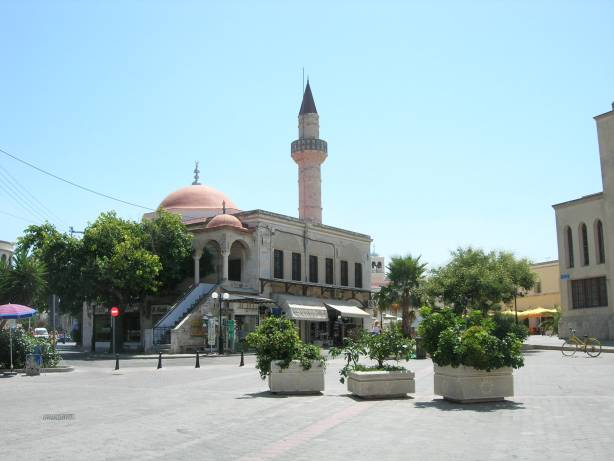
مسجد قوص العثماني

- يعتمد اقتصاد المدينة بشكل أساسي على السياحة.
- تملك المدينة مطاراً دولياً يدعي مطار أبقراط يربطها مع أغلب المدن الأوربية الرئيسية، تنشط فيه الحركة صيفاً.
- يعتقد أن اسم الخس قادم من اسم الجزيرة، فهي الموطن الأصلي لأحد أصناف الخس والذي يعرف عالمياً بخس قوص.
- توجد في قوص جالية مسلمة من أصول تركية لم تهجر أثناء تبادل السكان بين اليونان وتركيا عام 1921

ويعتبر مسجد قوص أحد المساجد القليلة التي بقيت على حالها بعد طرد الأتراك من اليونان.

## وصلات خارجية
- موقع البلدة الرسمي